# Thermichthys hollisi
Thermichthys hollisi es la única especie del género Thermichthys, un pez marino de la familia de las brótulas vivíparas, distribuidos por las aguas profundas de la zona rift de las islas Galápagos, en el este del océano Pacífico.
Viven posados sobre el fondo marino en aguas profundas, entre 2000 y 2500 metros de profundidad; es una especie rara, que se encuentra asociada a emanaciones termales en el fondo volcánico, alimentándose en el ecosistema que sustentan los humeros submarinos.